# Яснозір'я (Хмельницький район)
Ясно́зір'я — село в Україні, у Віньковецькій селищній громаді Хмельницького району Хмельницької області. Населення становить 608 осіб.
До 2020 року — адміністративний центр Яснозірської сільської ради.

## Історія
Стара назва — Бебехи.
Перша писемна згадка про село Яснозір'я (до 1966 року Бебехи) відноситься до першої половини XVII століття.
7 (20) листопада 1917 року, відповідно до Третього Універсалу Української Центральної Ради, увійшло до складу Української Народної Республіки.
Перша рада селянських депутатів у селі була організована в 1920 році.
Ввечері 29 жовтня 1921 р. під час Листопадового рейду через Бебехи проходила Подільська група (командувач Михайло Палій-Сидорянський) Армії Української Народної Республіки[джерело не вказане 4332 дні].
1921 року в селі Бебехи було обрано сільську раду, її головою став Накліцький Опанас Матвійович. Був створений комітет незаможних селян, головою якого було обрано Саса Спиридона Онуфрійовича. сільська рада та комітет незаможних селян проводили розподіл поміщицької та церковної землі між селянами.
1925 року в селі утворено первинну комсомольську організацію. першим комсомольцем став Гаман Сава Микитович.
У 1930 році засновано колгосп "13-річчя Жовтня" в селі бебехи на чолі з Савчуком Данилом Власовичем.
1934 року на території села діяло три колгоспи: "17-річчя Жовтня", ім. Кірова, ім. Кагановича .
У ході адміністративно-територіальної реформи 1923–1925 років за постановою ВУЦВКу 7 березня 1923 року в Подільській губернії були ліквідовані повіти, волості, утворені округи, райони, а в селах сільські ради. Територія Бебехської сільської ради ввійшла до складу Зіньківського району, а після його ліквідації в 1931 році — Затонського (з 1938 року до Віньковецького) району.
У 1958 році до складу Бебехської сільської ради увійшла територія Фащіївської сільської ради.
В ході підготовки до 50-річчя Радянської влади село Бебехи в 1966 році було перейменовано в село Яснозір'я.
12 червня 2020 року, відповідно до розпорядження Кабінету Міністрів України № 727-р «Про визначення адміністративних центрів та затвердження територій територіальних громад Хмельницької області», увійшло до складу Віньковецької селищної громади.
19 липня 2020 року, після ліквідації Віньковецького району, село увійшло до Хмельницького району.